# Mark Travis

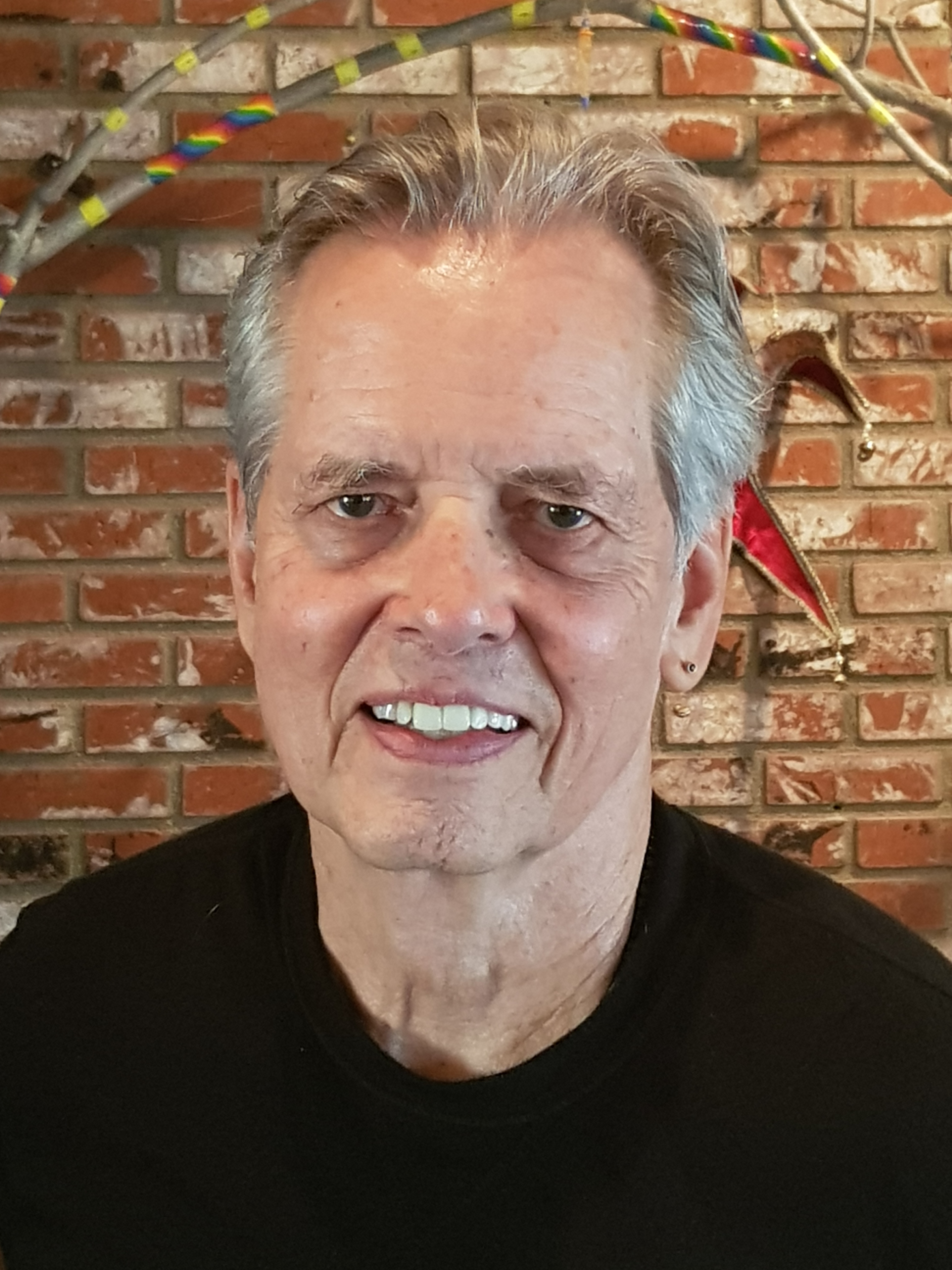
Mark W. Travis, director, directorial consultant, and creator of The Travis Technique

Mark W. Travis  (geb. 1943) ist ein Film- und Theaterregisseur.
Er studierte an der Yale School of Drama.
In den letzten 20 Jahren führte travis bei über 60 Theaterproduktionen in Los Angeles and New York Regie (u. a. A Bronx Tale, Undressing New Jersey, Faithful, Once A Man Twice A Boy, Time Flies When You’re Alive, Cafe 50’s, No Place Like Home, Equus, Wings, TheComing of Stork, Linke vs. Redfield, Verdigris und The Lion In Winter).
Er dozierte am American Film Institute, UCLA, The Binger Institute Amsterdam, Pixar University, FAS Screen Training Ireland, HSU Kiev, der Hochschule für Fernsehen und Film München und regelmäßig bei der Münchner Filmwerkstatt.

## Filmografie
- 1990: Die U-Boot-Akademie (Going Under)